# جامي رافاتي
جامي رافاتي (26 أبريل 1994 بفلورنسا في إيطاليا - ) هو لاعب كرة قدم إيطالي وإيراني في مركز الوسط. لعب مع نادي جنوى ونادي ليفورنو.

## روابط خارجية
- جامي رافاتي على موقع قاعدة بيانات كرة القدم.إي يو (الإنجليزية)
- جامي رافاتي على موقع Soccerway.com (الإنجليزية)
- جامي رافاتي على موقع عالم كرة القدم.نت (الإنجليزية)
- جامي رافاتي على موقع AS.com (الإسبانية)